# Petar Poparsow

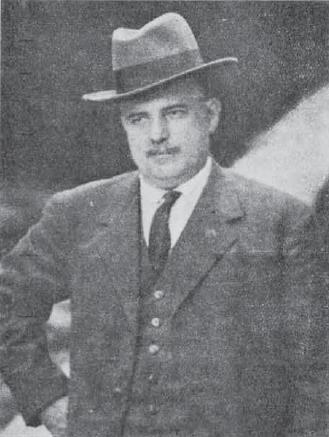
Petar Poparsow

Petar Poparsow (auch Petar Pop Arsow, oder Petar Poparsov, bzw. Petar Pop Arsov geschrieben, bulgarisch Петър Попарсов, bulgarische Schreibweise bis 1945 Петъръ попъ Арсовъ; * 14. August 1868 in Bogomila, Osmanisches Reich, heute in Nordmazedonien; † 1. Januar 1941 in Sofia, Bulgarien) war ein bulgarisch-makedonischer Lehrer, Revolutionär, Gründer und Mitglied der Inneren Makedonisch-Adrianopeler Revolutionären Organisation (IMARO).

## Leben
Petar Poparsow wurde am 14. August 1868 im Azot liegenden Dorf Bogomila nahe Veles im Osmanischen Reich (heute Nordmazedonien) geboren. Seine Ausbildung genoss er am bulgarischen Männergymnasium in Thessaloniki. Dort war er einer der Anführer der Studentenproteste am Bulgarischen Männergymnasium Thessaloniki 1887/1888. Grund war die Ablehnung der umstrittenen Politik des bulgarischen Premierministers Stefan Stambolow, die auch von der Schulleitung gefördert wurde. Die Studenten wollten den Unterricht in Standardbulgarisch durch lokale makedonische Dialekte ersetzen. Infolgedessen wurde er zusammen mit 38 anderen Studenten von der Schule verwiesen. Anschließend nahmen sie das Angebot an, auf Kosten der serbischen Gesellschaft „Sveti Sava“ in Belgrad kostenlos zu studieren. 1888 gelang es Poparsow, sich für ein Philologiestudium an der Universität Belgrad einzuschreiben, doch aufgrund des Widerstands gegen die Serbisierung wurde die Gruppe 1890 erneut ausgewiesen und zog nach Sofia. 1892 schloss er sein Studium der Slawistik an der Universität Sofia ab. 1891 war er einer der Gründer der Jungen Makedonischen Literaturgesellschaft in Sofia und ihrer Zeitschrift Loza (dt. Weinstock). Ein Zweck der Zeitschrift der Jungen Makedonischen Literaturgesellschaft war es, die Idee zu vertreten, dass die Dialekte Makedoniens in der bulgarischen Literatursprache stärker vertreten sein sollten. Die Autoren dieser Zeitschrift betrachteten sich trotz des sprachlichen Separatismus als makedonische Bulgaren. Die Stambolow-Regierung verdächtigte sie jedoch des Mangels an Loyalität und eines gewissen Separatismus, und die Zeitschrift wurde nach mehreren Ausgaben umgehend von den bulgarischen Behörden verboten.

### Gründung der IMARO
Danach engagierte er sich im sogenannten „Komitee zur Erlangung der politischen Rechte, die Makedonien vom Berliner Kongress verliehen wurden“, aus dem, wie Petar Poparsow schrieb, später die IMARO entstand. Laut Poparsow war die brutale Politik der Serbisierung, die den makedonischen Bulgaren jegliche Menschenwürde absprach, der Hauptgrund für ihre Gründung. 1894 wurde Petar Poparsow von den Gründern gebeten, einen Entwurf für die erste Satzung der IMARO zu erstellen, basierend auf der Satzung von Wasil Lewskis Innere Revolutionäre Organisation, die ihnen in Sachari Stojanows Notizen über die bulgarischen Aufstände zur Verfügung stand. Einige internationale, mazedonische und bulgarische Forscher gehen davon aus, dass die Organisation in dieser ersten Satzung Bulgarische Makedonisch-Adrianopeler Revolutionäre Komitees hieß und Poparsow ihr Autor war. Die Mitgliedschaft in der ersten Satzung war nur Bulgaren gestattet. Von 1896 bis 1897 arbeitete er in Štip als bulgarischer Lehrer und Vorsitzender der regionalen IMARO-Sektion. 1897 wurde er von den osmanischen Behörden wegen Anstiftung zum Aufstand im Zuge der Vinica-Affäre verhaftet und zu 101 Jahren Gefängnis verurteilt. Im August 1902 wurde er begnadigt. Während der Verhaftungswelle nach den Bombenanschlägen von Thessaloniki 1903 wurde Poparsow in Veles verhaftet und ins Gefängnis von Skopje gebracht. Aus diesem Grund nahm er nicht am darauffolgenden Ilinden-Preobraschenie-Aufstand teil. Auf dem Rila-Kongress der IMARO im November 1905 wurde er in die Auslandsvertretung der Organisation in Sofia aufgenommen. Poparsow gilt als Mitglied der linksföderalistischen Fraktion der revolutionären Organisation, die die politische Autonomie Makedoniens befürwortete und sich entschieden gegen die zentralistische Fraktion stellte, die eine Vereinigung mit Bulgarien befürwortete. Nach der jungtürkischen Revolution von 1908 beteiligte er sich aktiv an der Vorbereitung und Durchführung der Wahlen zum Osmanischen Parlament mit der Liste der Volksföderativen Partei (bulgarischer Sektion), erhielt jedoch nicht die erforderliche Stimmenzahl für einen Abgeordneten. Während des Ersten Balkankrieges nahm er an einem erfolglosen Treffen einiger lokaler Revolutionäre der IMARO in Veles teil. Das Treffen wurde von Dimitrija Čupovski organisiert und hatte zum Ziel, Vertreter zur Teilnahme an der Londoner Friedenskonferenz zu bevollmächtigen, um die Integrität der Region Makedonien zu wahren.

### In Bulgarien

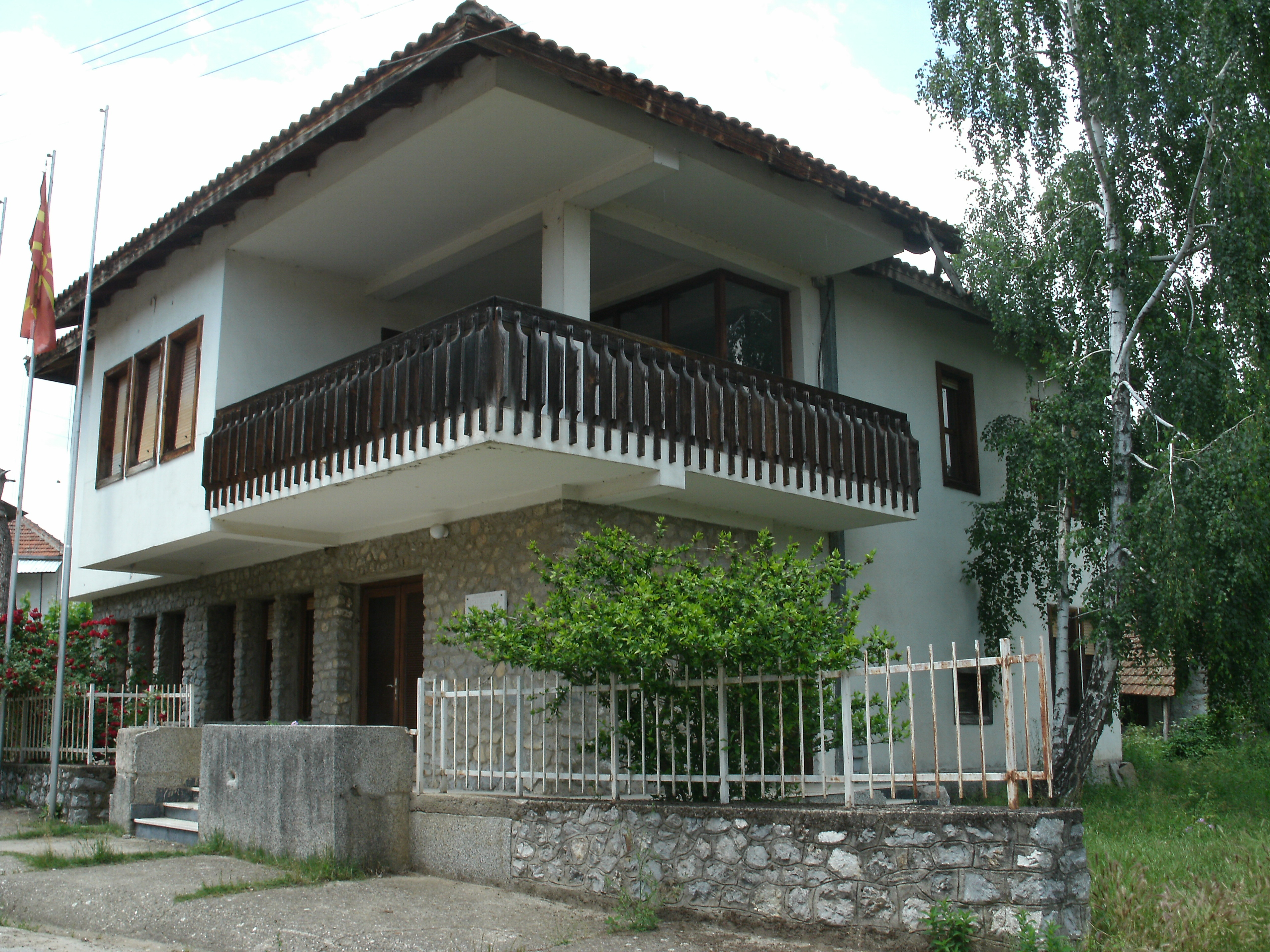
Petar-Poparsow-Gedenkhaus in Bogomila, Nordmazedonien

Nach dem Zweiten Balkankrieg wurde er von den serbischen Behörden verfolgt und zog daraufhin mit seiner Frau Chrisanta Nastewa (1880–1947), einer Lehrerin am Bulgarischen Mädchengymnasium in Thessaloniki, nach Bulgarien. Sie ließen sich 1914 in Kostenez nieder, wo er von 1914 bis 1929 ununterbrochen unterrichtete. Er arbeitete nicht nur als Lehrer, sondern bis zu seiner Pensionierung auch als Direktor. Dort beteiligte sich Poparsow an den Aktivitäten der sogenannten Provisorischen Vertretung der ehemaligen IMRO. 1920 protestierte er gegen die Serbisierung der makedonischen Bulgaren im Königreich der Serben, Kroaten und Slowenen. 1930 zog er nach Sofia, wo er bis zu seinem Lebensende mit seiner Frau lebte. Er starb 1941 nach kurzer Krankheit in Sofia.

### Familie
Sein Bruder Andrej Poparsow war ebenfalls IMARO-Aktivist und bulgarischer Lehrer in den Dörfern Bogomila und Oreše. Andrej wurde während der bulgarischen Besetzung Serbiens im Ersten Weltkrieg Bürgermeister von Bogomila. Er wurde am 28. Oktober 1918 von den serbischen Behörden als bulgarischer Kollaborateur getötet.